# إنريكي موريا
إنريكي موريا (بالإسبانية: Enrique Morea)‏ (مواليد 11 أبريل 1924 في بوينس آيرس - 15 مارس 2017)، هو لاعب وحكم كرة مضرب أرجنتيني سابق بدأ مسيرته كمحترف سنة 1944 وكان يلعب باليد اليمنى، اعتزل اللعب في عام 1968. كما أنه أحد أبطال الجراند سلام. أعلى تصنيف له في الفردي كان المركز الـ 10 في سنة 1953. انتخب 5 مرات رئيساً للاتحاد الأرجنتيني للتنس (2005 - 2010)، كما قام بتحكيم المبارة النهائية لبطولة ويمبلدون 3 مرات بفترة السبعينات.

## النهائيات

### الزوجي المختلط: (الألقاب 1، الوصافة 3)
| الحصيلة | السنة | البطولة        | الأرضية | الشريك                  | المنافس                        | النتيجة       |
| ------- | ----- | -------------- | ------- | ----------------------- | ------------------------------ | ------------- |
| الفوز   | 1950  | فرنسا المفتوحة | ترابية  | باربرا سكوفيلد ديفيدسون | باتريشيا كانينغ تود بيل تالبرت | انتصار سهل    |
| الوصافة | 1952  | ويمبلدون       | عشبية   | ثيلما كوين لونغ         | دوريس هارت فرانك سيدجمان       | 6–4, 6–3, 6–4 |
| الوصافة | 1953  | ويمبلدون       | عشبية   | شيرلي فراي ايرفين       | دوريس هارت فيك سيكساس          | 7–9, 5–7      |
| الوصافة | 1955  | ويمبلدون       | عشبية   | لويز بروف               | دوريس هارت فيك سيكساس          | 8–6, 2–6, 6–3 |

## الميداليات
| الميدالية | المسابقة                    |
| --------- | --------------------------- |
| ذهبية     | دورة الألعاب الأمريكية 1951 |
| ذهبية     | دورة الألعاب الأمريكية 1951 |
| فضية      | دورة الألعاب الأمريكية 1955 |

## روابط خارجية
- إنريكي موريا على موقع رابطة محترفي التنس (الإنجليزية)
- إنريكي موريا على موقع الاتحاد الدولي لكرة المضرب (الإنجليزية)
- إنريكي موريا على موقع كأس ديفيز (الإنجليزية)
- إنريكي موريا على موقع أرشيف التنس.كوم (الإنجليزية)
- إنريكي موريا على موقع خلاصة التنس.كوم (الإنجليزية)